# GEO600
O GEO600 é um detector de ondas gravitacionais localizado perto de Sarstedt, uma cidade 20 km ao sul de Hanover, na Alemanha. Ele é projetado e operado por cientistas do Instituto Max Planck de Física Gravitacional, Instituto Max Planck de Óptica Quântica e Leibniz Universität Hannover, juntamente com a Universidade de Glasgow, Universidade de Birmingham e Universidade de Cardiff no Reino Unido, e é financiado pela Sociedade Max Planck e Conselho de Instalações Científicas e Tecnológicas (STFC). O GEO600 é capaz de detectar ondas gravitacionais na faixa de frequência de 50 Hz a 1,5 kHz, e faz parte de uma rede mundial de detectores de ondas gravitacionais. Este instrumento e seus detectores interferométricos irmãos, quando operacionais, são alguns dos detectores de ondas gravitacionais mais sensíveis já projetados. Eles são projetados para detectar mudanças relativas na distância da ordem de 10−21, aproximadamente o tamanho de um único átomo em comparação com a distância do Sol à Terra. A construção do projeto começou em 1995.

## História
Na década de 1970, dois grupos na Europa, um liderado por Heinz Billing na Alemanha e outro liderado por Ronald Drever no Reino Unido, iniciaram investigações sobre detecção de ondas gravitacionais interferométricas a laser. Em 1975, o Instituto Max Planck de Astrofísica em Munique começou com um protótipo de braço de 3 m, que mais tarde (1983), no Instituto Max Planck de Óptica Quântica (MPQ) em Garching, levou a um protótipo com 30 m de braço. Em 1977, o Departamento de Física e Astronomia da Universidade de Glasgow iniciou investigações semelhantes, e em 1980 começou a operação de um protótipo de 10 m.
Em 1985 o grupo Garching propôs a construção de um grande detector com 3 km (2 mi) de braço, o grupo britânico um projeto equivalente em 1986. Os dois grupos uniram seus esforços em 1989 - o projeto GEO nasceu, com as montanhas Harz (norte da Alemanha) consideradas um local ideal. O projeto, no entanto, não foi financiado, por problemas financeiros. Assim, em 1994, um detector menor foi proposto: o GEO600, a ser construído nas terras baixas perto de Hannover, com braços de 600 m de comprimento. A construção deste detector de ondas gravitacionais britânico-alemão começou em setembro de 1995.

Em 2001, o Instituto Max Planck de Física Gravitacional (Instituto Albert Einstein, AEI) em Potsdam assumiu a filial de Hannover do MPQ, e desde 2002 o detector é operado por um centro conjunto de Física Gravitacional da AEI e Leibniz Universität Hannover, juntamente com as universidades de Glasgow e Cardiff. Desde 2002 o GEO600 participou em várias execuções de dados em coincidência com os detectores LIGO.  Em 2006, o GEO600 atingiu a sensibilidade de projeto, mas até agora nenhum sinal foi detectado. O próximo objetivo é reduzir o ruído restante em mais um fator de cerca de 10, até 2016.